# First Love
First Love es el segundo álbum de estudio de Hikaru Utada. Fue publicado en 10 de marzo de 1999.
Ha vendido más de diez millones de copias hasta la fecha, convirtiéndolo en el disco con mayor número de ventas en la historia de Japón.[cita requerida] Fue el disco que la catapultó a la fama y que hizo cuando contaba con 16 años. 

## Lista de canciones
Todas las canciones escritas y compuestas por Hikaru Utada. "Amai Wana ~Paint It, Black~" ("Paint It, Black" que fue contiene sample de las letra de la canción Paint It Black escrita por Mick Jagger y Keith Richards).. 
| N.º | Título                                               | Arreglistas(s)                                                                                 | Duración |  |
| 1.  | «Automatic» (versión álbum)                          | Akira Nishihira, Taka & Speedy (rhythm track arrangement), Kei Kawano (additional arrangement) | 5:28     |  |
| 2.  | «Movin' on Without You»                              | Shin'ichiro Murayama                                                                           | 4:37     |  |
| 3.  | «In My Room»                                         | Shin'ichiro Murayama                                                                           | 4:19     |  |
| 4.  | «First Love»                                         | Kei Kawano                                                                                     | 4:17     |  |
| 5.  | «Amai Wana (甘いワナ Sweet Trap?) ~Paint It, Black~» | Akira Nishihira                                                                                | 5:02     |  |
| 6.  | «Time Will Tell»                                     | Toshiyuki Mori, Jun Isomura                                                                    | 5:26     |  |
| 7.  | «Never Let Go»                                       | Kei Kawano                                                                                     | 3:57     |  |
| 8.  | «B&C» (Johnny Vicious Remix)                         | Akira Nishihira, Taka & Speedy (rhythm track arrangement)                                      | 4:20     |  |
| 9.  | «Another Chance»                                     | Akira Nishihira, Taka & Speedy (rhythm track arrangement)                                      | 5:21     |  |
| 10. | «Interlude»                                          |                                                                                                | 0:16     |  |
| 11. | «Give Me a Reason»                                   | Akira Nishihira                                                                                | 6:22     |  |
| 12. | «Automatic»                                          |                                                                                                | 4:37     |  |

## Sencillos
- «Automatic/Time Will Tell» (9 de diciembre de 1998)
- «Movin' on Without You» (17 de febrero de 1999)
- «First Love» (28 de abril de 1999)